# Mesapamea remmi
Mesapamea remmi là một loài bướm đêm trong họ Noctuidae.